# بانوی سفیدپوش (شبح)

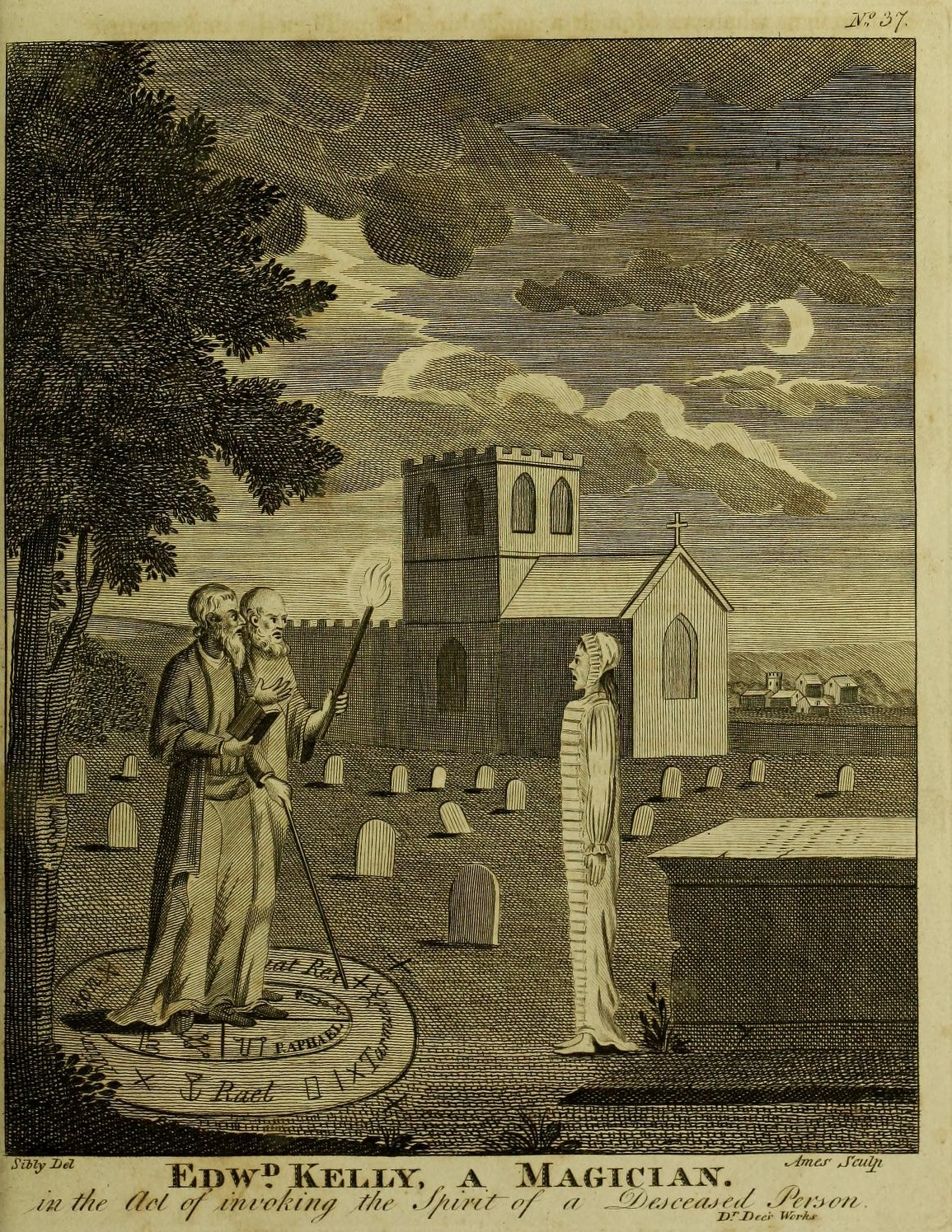

بانوی سفیدپوش گونه‌ای از ارواح مؤنث است که سر تا پا سفیدپوش است. معمولاً گزارش‌های دیده شدنش مربوط مناطق روستایی هستند و با موضوع‌های افسانه‌ای یا رخدادهای غم‌انگیز در ارتباط است.
افسانه‌های بانوی سفیدپوش در بسیاری از کشورهای جهان یافت می‌شوند اما در بخش‌هایی از ایالات متحده، ایرلند و بریتانیا برجسته‌تر هستند. این افسانه‌ها عموماً با موضوع‌هایی مثل از دست دادن دختر، مادر، همسر یا پدر و پاکی و معصومیت پیش از مرگ گره خورده‌اند (بر خلاف بانوی سرخ‌پوش).
در افسانه‌های متداول قرون وسطایی، بانوی سفیدپوش در خانه‌هایی ظاهر می‌شود که یکی از اهالی آن خانه قرار است به زودی بمیرد. در روایات متاخرتر بانوی سفیدپوش در عکس‌هایی که درست قبل یا بعد از لحظهٔ مرگ ثبت می‌شوند، ظاهر می‌شود. طبق اطلاعات مندرج در دانشنامه ناتل این شبح‌ها به عنوان روح اجداد شخص متوفی شناخته می‌شوند.